# Cerkev sv. Martina, Veliko Mlačevo
Cerkev sv. Martina je podružnična cerkev v Velikem Mlačevem (Občina Grosuplje). Stoji v bližini boštanjskega gradu, obdaja jo pokopališče.